# Varamin

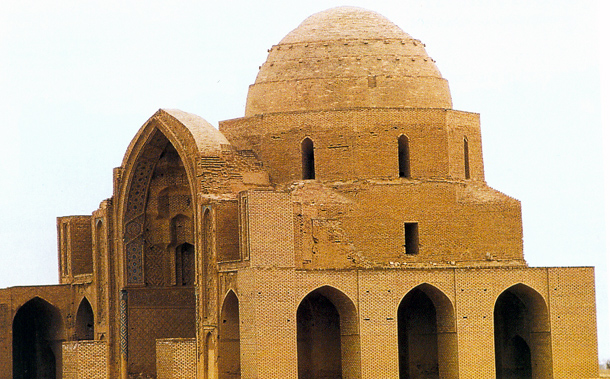
Mesquita

Varamin (persa: ورامين, Varāmīn), antigament Varna i Varena, és una ciutat de la província de Teheran, capital del comtat de Varamin, a l'Iran. Al cens del 2006 la seva població era de 208.569 habitants. Està situada en una plana fèrtil que porta el seu nom que gaudeix d'un bon aprofitament de l'aigua del Jaja Rud, sent freqüentada pels nòmades turcmans fins a la part final del segle xx.
La ciutat apareix esmentada pels geògrafs àrabs que la situen a dos dies de marxa de Rayy. En època buwàyhida era una petita vila ascendent amb un basar, però només s'hauria desenvolupat fortament després del saqueig mongol de Rayy el 1220 quan hi van emigrar molts habitants d'aquesta ciutat reduïda a ruïnes. Als segles xiii i xiv es va desenvolupar amb la construcció de diversos edificis i afavorida per estar a la ruta entre la capital Sultaniyya i el Khorasan. Mustawfi la qualifica de centre administratiu del tuman de Rayy. Quan hi va passar l'ambaixador Clavijo de camí a la cort de Tamerlà era una vila gran però sense muralles i ja mostrava signes d'estar en decadència i estar perdent població; tot i així encara tenia certa importància en temps d'Abbas el Gran un segle i mig després, però després no va fer més que declinar i era un poble al segle XIX; va renéixer al segle XX quan la regió de Teheran es va desenvolupar especialment amb la dinastia Pahlevi. La creació d'una estació ferroviària a la línia Teheran-Khurasan, acabada als anys trenta del segle xx, va ajudar al seu desenvolupament. El 1950 tenia 4.522 habitants però després va pujar acceleradament. A finals del segle era considerada part de la conurbació de Teheran.
A la ciutat hi ha diversos monuments notables: la imamzade de Husayn Rida i la de l'imam Yahya (segle XIV), la tomba d'Ala al-Din (1289) i la gran Ciutadella (Kalayi Gabr) del segle xi. Hi ha una mesquita notable (la gran mesquita amb quatre iwans) datada el 1322-1326 sota l'il-kànida Abu Said Bahadur Khan, i reconstruïda el 1418 per l'emir Ghiyath al-Din Yusuf Khwadja en temps del timúrida Xah Rukh.